# Саммаллахти, Хейкки
Хейкки Альберт Саммаллахти (фин. Heikki Albert Sammallahti) или Хенри Альберт Лундаль (20 января 1886, Пюхяярви, Улеаборгская губерния — 17 октября 1954, Коккола, Вааса) — финский гимнаст, серебряный призёр летних Олимпийских игр 1912 года в командном первенстве по произвольной системе. Выступал за команды городов Кеми, Сейняйоки и Коккола. Работал позднее учителем гимнастики в школе, а также занимал различные должности в спортивных организациях Финляндии.